# Béla Bartók
Béla Bartók, celým jménem Béla Viktor János Bartók, (25. března 1881 Nagyszentmiklós – 26. září 1945 New York) byl maďarský hudební skladatel 20. století, rovněž tak klavírista a hudební vědec. Od roku 1940 žil v exilu v USA. Společně s Leošem Janáčkem a Zoltánem Kodályem patří ke skladatelům, jejichž výrazným zdrojem inspirace byla lidová hudba.

## Život

### Mládí
Béla Bartók se narodil v rodině Bély Bartóka staršího, ředitele hospodářské školy a hudebního nadšence, a jeho manželky slovenského původu Pauly Voit, učitelky obecné školy. Otec zemřel, když bylo Bélovi sedm let. Poté se o Bélu a jeho mladší sestru starala matka. Přestěhovali se do Nagyszőlősu. Béla začal velmi brzy projevovat hudební nadání a ve věku 11 let zde napsal a veřejně provedl svou skladbu Tok Dunaje (A Duna folyása). V dětství měl velké zdravotní problémy. Do školy začal proto chodit později a i jeho studium na gymnáziu ve Velkém Varadínu (Nagyvárad) muselo být proto přerušeno.
Rodina se přestěhovala do Pressburgu (Bratislava), kde Béla dokončil druhou třídu gymnázia. Matka sama převzala jeho výuku hry na klavír, a výuku harmonie mu zařídila u Lászó Erkela. Krátce nato se přestěhovali do Beszterce, kde byla silná německá komunita. Zde měl Béla problémy s němčinou a také zde nenašel žádného učitele klavíru. V roce 1894 se vrátili do Pressburgu (Bratislavy), protože zde Bélova matka opět našla místo učitelky. Zde se Bartók zdokonaloval ve hře na klavír opět u László Erkela. Studoval Brahmsovy a Beethovenovy skladby a sám napsal řadu skladeb, především pro klavír.
V roce 1898 mu bylo nabídnuto stipendium na konzervatoři ve Vídni, ale nakonec, po maturitě, v letech 1899–1903, studoval na hudební akademii (Zeneakadémia) v Budapešti; hru na klavír studoval u Istvána Thomána, v kompozici byl žákem Hanse Koesslera. Po odmlce se vrátil ke komponování. Obdiv k Lisztovi, příklad Straussovy symfonické básně Život hrdinův, a snaha komponovat v národním stylu vedly ke vzniku symfonické básně Kossúth. Ta byla provedena nejprve v Budapešti, ale také v Manchesteru, kde orchestr řídil Hans Richter.

### Dospělost

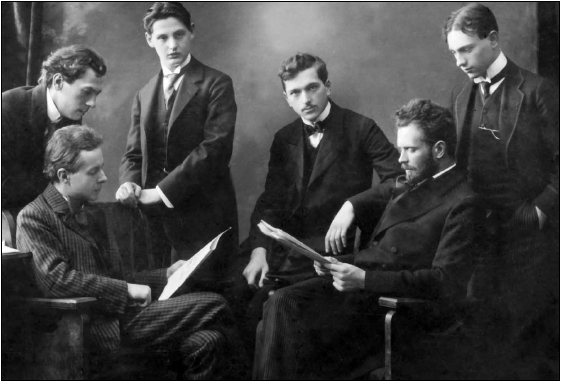
Béla Bartók (sedí vlevo) a Zoltán Kodály (sedí vpravo)

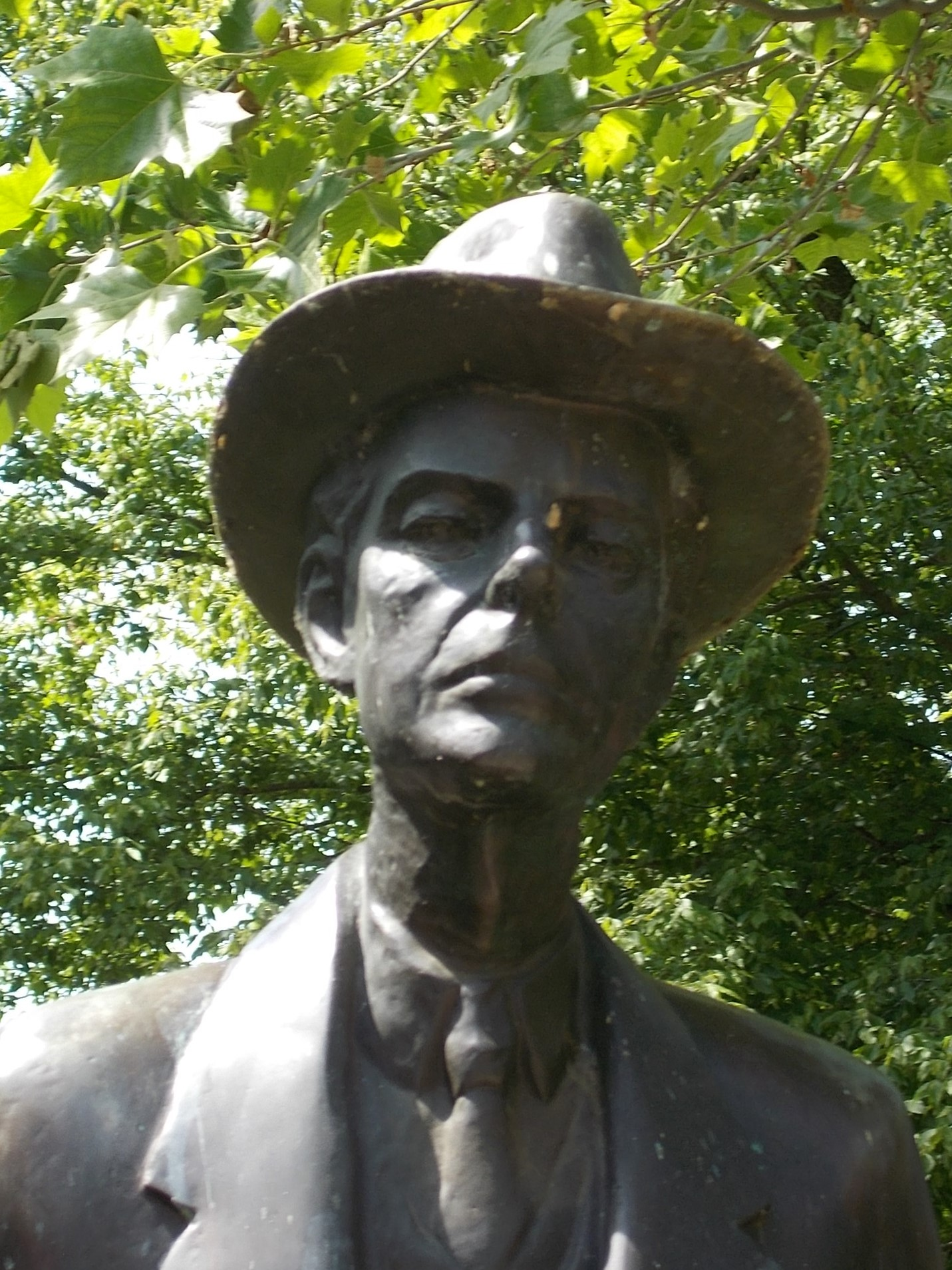
Béla Bartók, socha, Siofók, Maďarsko

Po ukončení akademie začal Bartók jako koncertní pianista. Během svého života Bartók vystupoval na 630 koncertech ve 22 zemích. V roce 1907 se stal učitelem klavíru na Budapešťské akademii. Zde pracoval déle než dvacet pět let. Jeho nejvýznamnější příspěvky k pedagogice byly učební edice, které vytvořil z děl Bacha, Haydna, Mozarta a Beethovena a skladby, které složil pro děti.
V prosinci 1904 dokončil Bartók v Bratislavě "lisztovskou" Rapsódii pro klavír a orchestr op. 1. Když poznal, že „maďarské písně, mylně pokládané za lidové, jsou ve skutečnosti více či méně triviálními prostonárodními písněmi umělými…“, zahájil v roce 1905 spolu se Zoltánem Kodálym po maďarském venkově sběr lidové hudby (3700 zápisů). Později, ze srovnávacích důvodů, sbíral i písně slovenské (3200), rumunské (3500); tiskem vydány v roce 1967, ale i arabské (65 z roku 1913), turecké (89 z roku 1935), ukrajinské, valašské, aj. Ze starobylých tonálních a rytmických struktur východoevropského folklóru čerpal podněty pro svou vlastní skladatelskou tvorbu, kterou se chtěl vymanit z tradičních klišé dur – mollového systému. Povzbuzením mu bylo i poznání děl Debussyho, rovněž uplatňujícího ve svých skladbách pěti- a celotónové tóniny.
Stylová proměna se uskutečnila nejprve v klavírní tvorbě (14 bagatel, Dva rumunské tance aj.); dodatečnou instrumentací vznikl z částí těchto skladeb cyklus Obrázky z Maďarska (1931). Klavírní Allegro barbaro (1911) šokovalo svými harmoniemi a údernými rytmy. Baladicky laděná, jednoaktová opera Modrovousův hrad (1911) se, jako všechny Bartókovy jevištní skladby, vypořádává v symbolické rovině s problémem osamělosti muže, a s jeho konfliktním vztahem k ženě a krutému světu; rozvíjí lohengrinovský motiv otázek, jež nemá žena muži klást. V této linii pokračuje i jednoaktová taneční hra Dřevěný princ (1917), a jednoaktová pantomima Podivuhodný mandarín (1919, neúspěšná jevištní premiéra v Kolíně nad Rýnem (1926), definitivní verze (1931). Toto vrcholné dílo, vyjadřující v dynamické gradaci životodárnou sílu milostného citu, tragicky ničeného nelidskou společností, smělo být v Maďarsku provedeno až po roce 1945, plně umělecky rehabilitováno bylo teprve v roce 1956.
V údobí Maďarské republiky rad (1919) tvořil Bartók, spolu s Kodálym a Ernem Dohnányim (maďarský klavírista, skladatel a dirigent), její Hudební direktorium (komisi). Aby unikl domácím útokům, vyžádal si Bartók v r. 1920 na hudební akademii, na níž od roku 1907 vyučoval hře na klavír, dovolenou a podnikal četná zahraniční turné, jako klavírista, který na nich s ohlasem uváděl vlastní skladby (v Československu v letech 1925, 1927, 1929, 1930).
V roce 1923 vznikla k 50. výročí spojení Budapešti (z Budy a Pešti) Taneční suita, jež teprve provedením Českou filharmonií, za řízení Václava Talicha, na pražském festivalu Mezinárodní společnosti pro soudobou hudbu, v květnu 1925, obrátila k Bartókovi pozornost světové veřejnosti. V říjnu 1927 hrál Bartók v Praze s Českou filharmonií svůj 1. klavírní koncert (1926). V roce 1928 koncertoval a přednášel v USA, v roce 1929 v SSSR.
V roce 1934 zanechal Bartók své pedagogické činnosti na hudební akademii, a jako pracovník akademie věd se věnoval přípravě edice maďarských lidových písní. Objevy nových možností hudebního zvuku přinesla skladba Hudba pro smyčce, bicí nástroje a celestu (1936) a Sonáta pro dva klavíry a bicí nástroje (1937). Klasicky vyrovnaný 2. houslový koncert (1938) a mužné Divertimento pro smyčcový orchestr (1939) uzavřely Bartókovu evropskou tvorbu. V říjnu 1940 opustil zfašizované Maďarsko a odjel do New Yorku, kde se na univerzitě ujal zpracování sbírky jihoslovanských lidových melodií. Ochromen nemocí (leukémie), dovršil své dílo Sonátou pro sólové housle (1944 na objednávku Yehudi Menuhina), 3. klavírním koncertem (1945), a zvláště myšlenkově hlubokým, a současně virtuózním Koncertem pro orchestr (1943). Cennou složkou Bartókova díla je šest smyčcových kvartet (1919–39) a novátorsky pojaté klavírní cykly pedagogického zaměření (Pro děti, 1909; Mikrokosmos, 1926–39; Sonatina, 1915 aj.).
Jako intelektuálně mimořádně vybavený autor dokázal Bartók sloučit množství různorodých prvků v osobitý styl, nesoucí i silný náboj emocionální. Pro svůj výzkum slovenských a rumunských písní, pro antifašistický postoj a pokrokovou uměleckou orientaci byl častým terčem útoků horthyovských nacionalistů. Jeho sbírka slovenských lidových písní vychází od 1959 v Bratislavě, kde týž rok vyšel výbor z jeho studií, Postrehy a názory.

### Rodina

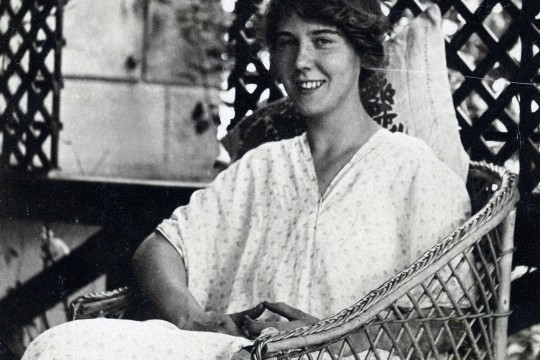
Márta Ziegler, první manželka Bély Bartóka

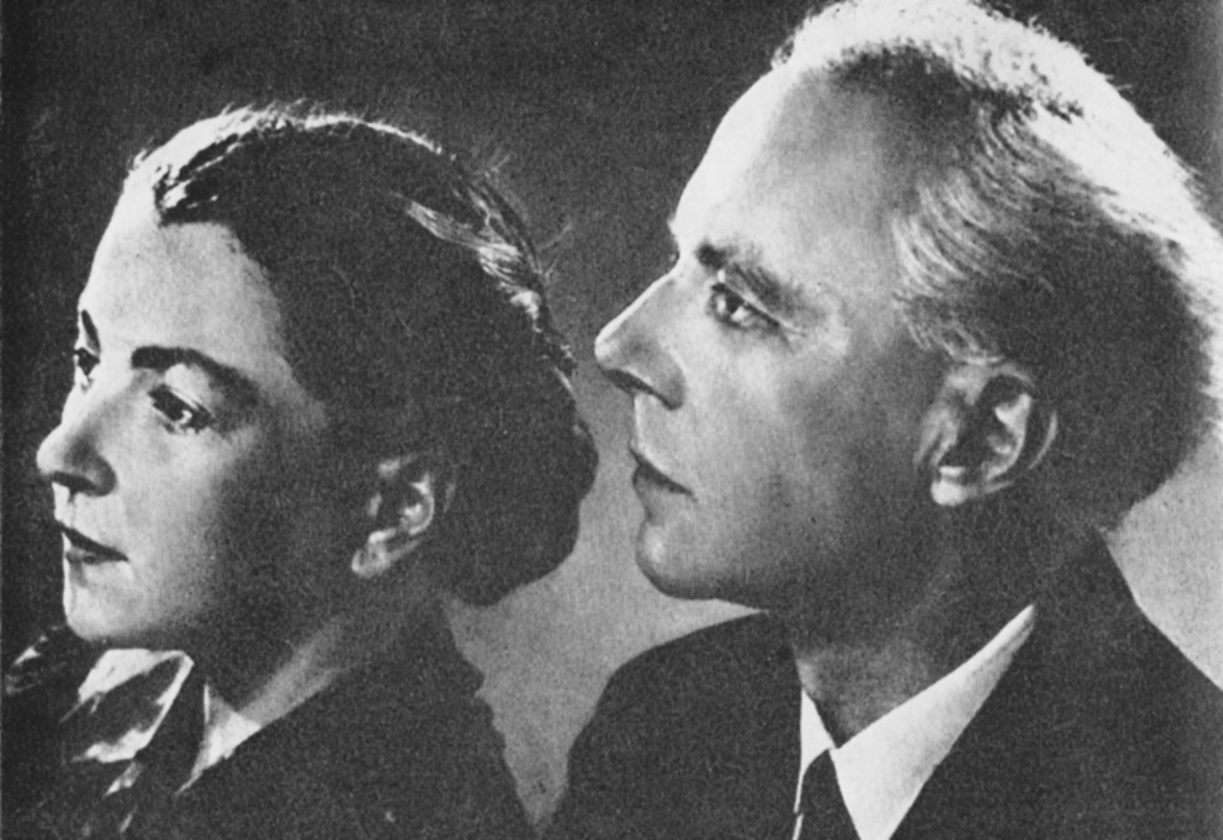
Béla Bartók a jeho druhá manželka, klavíristka Ditta Pásztory

Béla Bartók se v roce 1909 oženil s Martou Zieglerovou. V roce 1910 se jim narodil syn, Béla ml. V roce 1911 své madičké manželce dedikoval svou jedinou operu Modrovousův hrad.

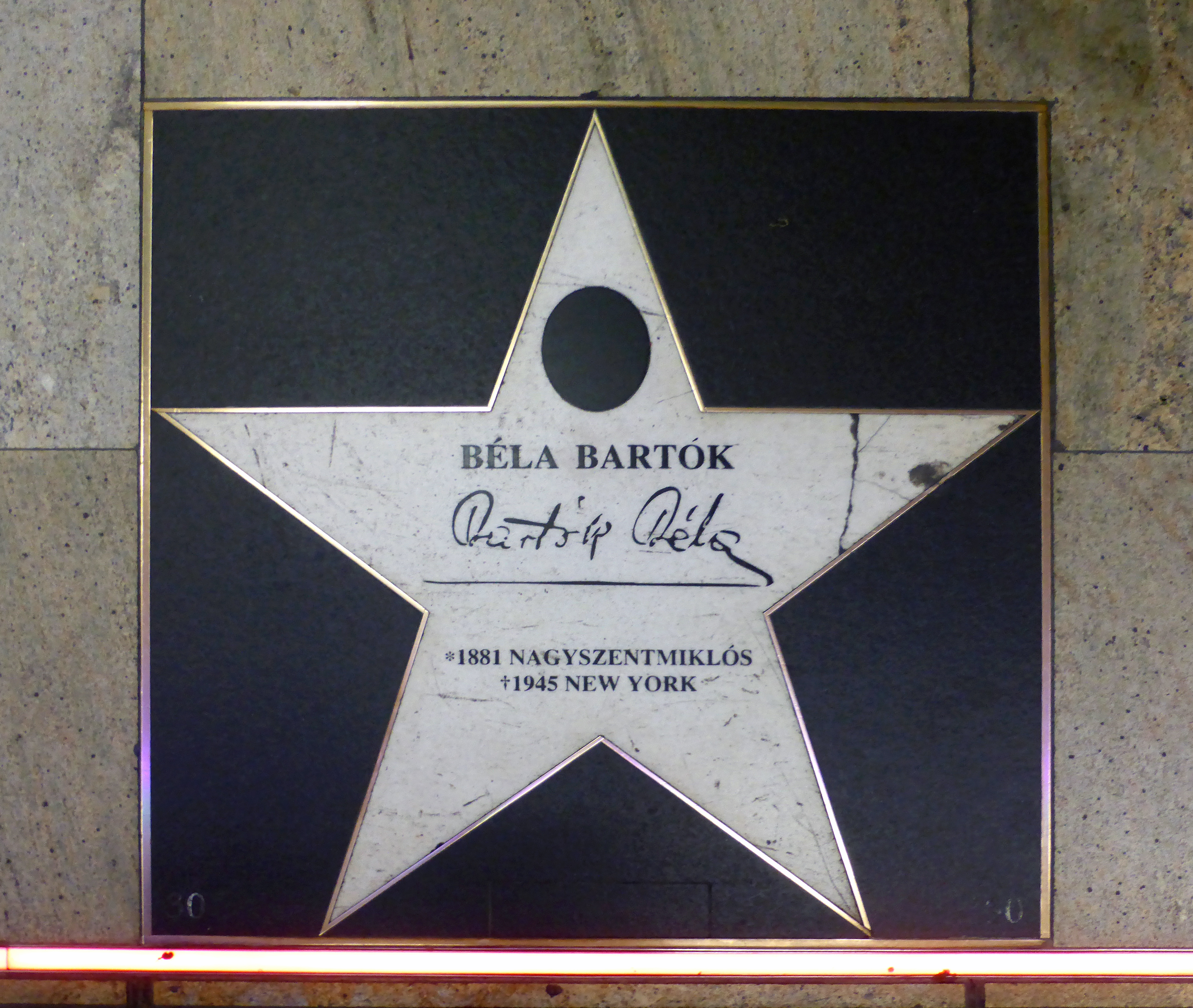
Pamětní deska, Vídeň

Bartók nebyl konvenčně náboženský, „byl milovníkem přírody, vždy zmiňoval zázračný řád přírody s velkou úctou“. Příroda byla také jeho koníčkem. Sbíral vzorky rostliny, minerály a zejména hmyz. Jeho syn Béla ml. později napsal, že jeho otec se formálně připojil k unitarismu „především proto, že ho považoval za svobodnou, nejlidštější víru“.
V roce 1923 se manželé rozvedli. Bartók se poté oženil s klavíristkou Dittou Pásztoryovou. V roce 1924 se jim narodil syn Péter. Pro Péterovy hodiny hudby začal Bartók skládat šestidílnou sbírku odstupňovaných klavírních skladeb, Mikrokosmos.
V roce 1940, po zhoršení politické situace v Maďarsku, odplul se svou ženou do USA. Syn Péter se k nim připojil v roce 1942 a později se stal členem námořnictva Spojených států. Starší syn zůstal v Maďarsku. Přestože Bartók v roce 1945 získal americké občanství, považoval svůj pobyt v Americe za vyhnanství.
Zemřel v newyorské nemocnici, za přítomnosti manželky a syna Pétera. Následný obřad vedl reverend Laurence I. Neale, z newyorské Jednotné církve duší, pohřben byl na hřbitově Woodlawn. Teprve v roce 1988, vzhledem k politickému tání v Maďarsku, mohly být ostatky převezeny do Budapešti a pohřbeny tam 7. července 1988 v rámci státního pohřbu na hřbitově Farkasrét.

## Přehled nejvýznamnějších skladeb
- Velká fantasie pro klavír, 1897
- Scherzo pro orchestr, 1901
- Kossuth, symfonická báseň pro velký orchestr, 1903
- Rapsodie pro klavír a orchestr, 1904
- Scherzo pro klavír a orchestr, 1904
- Koncert pro housle a orchestr č. 1, 1908
- Smyčcový kvartet č. 1, 1909
- Modrovousův hrad - opera, 1911
- Dřevěný princ - balet, 1914
- Čtyři kusy pro orchestr, 1921
- Smyčcový kvartet č. 2, 1917
- Podivuhodný mandarin - pantomima, 1927
- Koncert pro klavír a orchestr č. 1, 1926
- Smyčcový kvartet č. 3, 1927
- Smyčcový kvartet č. 4, 1928
- Koncert pro klavír a orchestr č. 2, 1931
- Smyčcový kvartet č. 5, 1934
- Mikrokosmos : 153 skladeb pro klavír, 1926-1939
- Hudba pro strunné nástroje, celestu a bicí 1936
- Koncert pro housle a orchestr č. 2, 1938
- Smyčcový kvartet č. 6, 1939
- Koncert pro orchestr, 1945
- Koncert pro klavír a orchestr č. 3, 1945
- Velké množství aplikací lidových písní a tanců nejrůznější provenience